# جسم هاينز
جسم هاينز (بالإنجليزية: Heinz body)‏هو عبارة عن جسم أو أجسام حمضية تتميز بأنها دائرية الشكل وقد تم العثور عليها في كريات الدم الحمراء.
تظهر أجسام هاينز عندما تدمر خلايا الدم بسبب تسمم نوعي حدث في الدم، وأيضاً يدعى بجسم إيرليخ الباطني.

## التاريخ
تسمية هذا المرض تمينة بروبرت هاينز (1865-1924)، وهو طبيب الألماني أول من وصف المرض في عام 1890 حيث ادرجه تحت اعراض وحالات فقر الدم الانحلالي

## الأسباب والأعراض
أثبت ان سبب ظهور أجسام هاينز هو تحلل الهيموكلوبين يؤدي إلى ترسبه في الكريه الحمراء على شكل جسم صغير على جوانبها وتسمى هذه الأجسام بأجسام هاينز . وهذة الأجسام تلتصق بالغشاء الداخلي للكريات الحمراء مسببة نقصاً واضحاً في مرونة الغشاء وبذلك تؤدي إلى الانحلال داخل الأوعية الدموية وتعرف هذه الظاهرة باسم الانحلال داخل الأوعية الدموية (intravascular haemolysis)) .

## العلاج
حالياً لا يوجد علاج محدد لأجسام هاينز. ومع ذلك، فهي مهمة كمؤشر لتشخيص الظروف المسببة .

## وصلات إضافية
- Heinz Bodies: Photo at جامعة فرجينيا